# City-Light-Poster

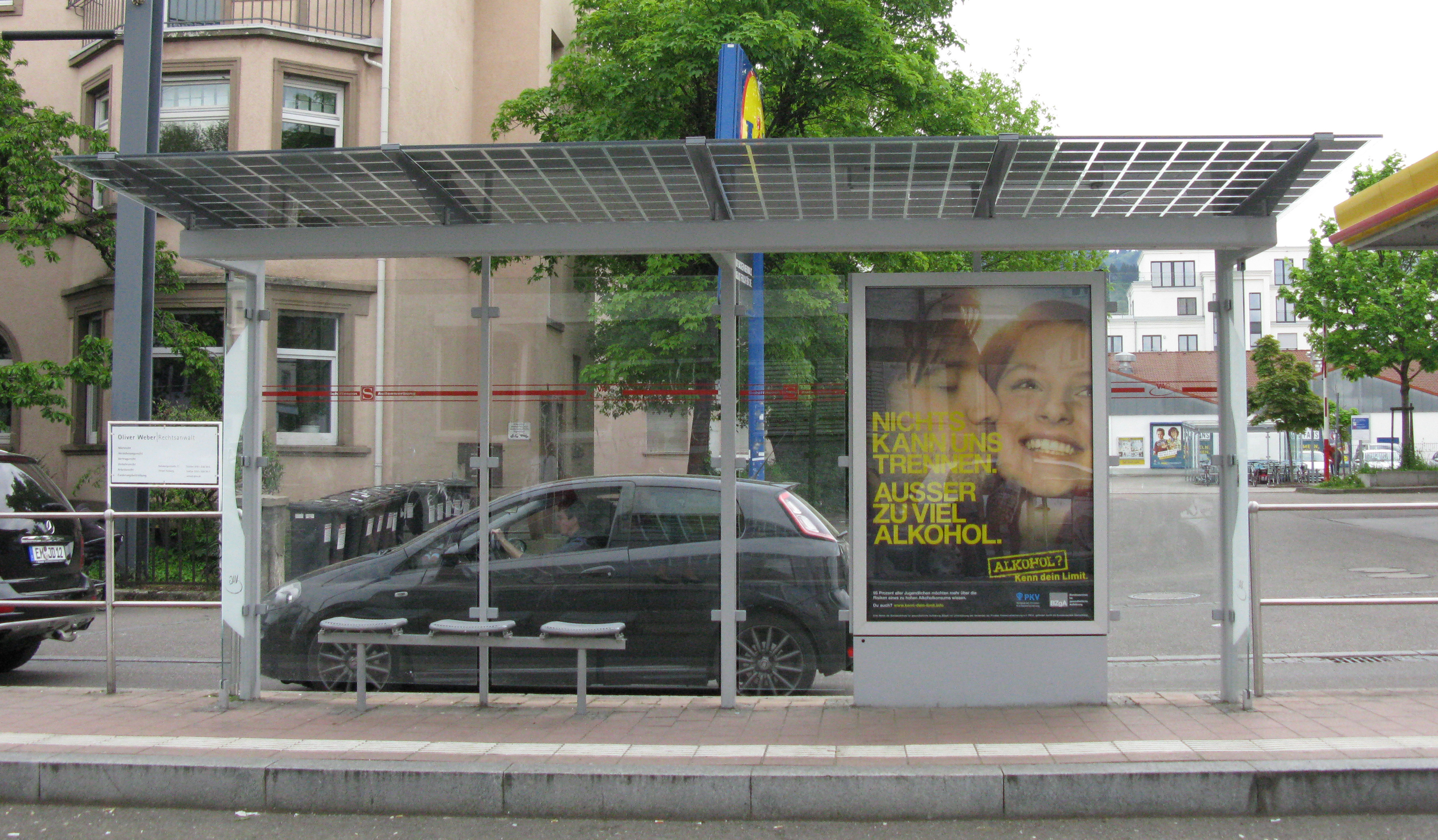
Wartehäuschen mit City-Light-Poster

City-Light-Poster (auch: City Light oder kurz: CLP) sind ein spezieller Werbeträger der Mediengattung Außenwerbung. Während klassische Plakate allenfalls von vorne beleuchtet werden, handelt es sich bei CLP um hinterleuchtete, hinter Glas geschützte Werbeflächen im innerstädtischen Bereich. Sie werden in Deutschland seit Mitte der 1980er Jahre eingesetzt und stammen ursprünglich aus Frankreich.

## Standorte
In der Regel sind City-Light-Poster an sehr prominenten Stellen in Bus- oder Straßenbahnwartehallen mit entsprechender Verweildauer der Wartenden oder bei anderem Stadtmobiliar wie Telefonzellen vorhanden, teilweise auch freistehend als Vitrinen, Wandverbauten an Hausfassaden oder Leuchtkästen in U-Bahn-Stationen und gut frequentierten Parkhäusern. Die normale Belegdauer (Klebeintervalle) ist eine Woche, früher eine Dekade.

## Varianten
City Lights (Standardformat) werden im europaweit einheitlichen Papierformat von 118,5 × 175 cm Hochformat in einem Stück gedruckt. Durch besondere Druck- bzw. Sujettechniken sind Sondereffekte (Tag/Nacht, flip, morphing, 3D) möglich.
Tele Lights unterscheiden sich von den City Lights durch ein kleineres Format. Tele Lights erlauben hochformatige Sujets in einer Größe von 81 × 120 cm, wobei die sichtbare Fläche 80 cm × 116 cm (Hochformat) beträgt. 
Mega Lights sind großformatige City Lights im Format 356 × 252 cm.
Poster Lights sind hinterleuchtete Plakatwechsler im Plakat-Standardformat mit 16- oder 24-Bogen-Größe. An besonders attraktiven Werbestandorten werden hier auch häufig drei verschiedene Plakatmotive durch Rotation abwechselnd gezeigt. Durch die Drehbewegung wird die Aufmerksamkeit des Kunden noch stärker auf die Werbebotschaft gelenkt.
Megaboard Backlights werden in Österreich angeboten und unterscheiden sich von City Lights durch ein Größenformat von 8 × 5 m.

## Bedeutung
City-Light-Poster nehmen einen fixen Platz in der Mediaplanung ein, weil sie durch die regionale und zeitliche Flexibilität sowie die auffällige Hinterleuchtung eine hohe Werbewirkung besitzen. Bis zu drei Motive teilen sich den Aushang und werden durch einen Wechselmechanismus an einer Stelle zeitgleich ausgehängt. Die Rotation erhöht durch die Bewegung den werblichen Impact. Neue Formen erweitern die Wahlmöglichkeiten: CLPs in Flughäfen, Shopping-Centern, Netze mit beleuchteten Säulen und frei stehende Vitrinen.
Ein Nachteil dieser Werbeform ist der Verkauf meist nur in starren, sehr großen Netzen, es gibt nach einer Buchung kein Rücktrittsrecht, zudem ist die Buchungsfrist meist sehr lang im Voraus. Die immer noch begrenzte Anzahl an Stellen bedingt oft eine sehr frühe Festlegung der Kundenetats.